# Torre en Cameros
Torre en Cameros település Spanyolországban, La Rioja autonóm közösségben. Torre en Cameros Almarza de Cameros községgel határos. Lakosainak száma 8 fő (2024).

## Népesség
A település népessége az elmúlt években az alábbi módon változott:
| Lakosok száma | 15   | 15   | 14   | 13   | 12   | 12   | 10   | 10   | 10   | 8    |
|               | 2001 | 2004 | 2007 | 2009 | 2012 | 2014 | 2017 | 2019 | 2022 | 2024 |